# Nome de la Cuisse

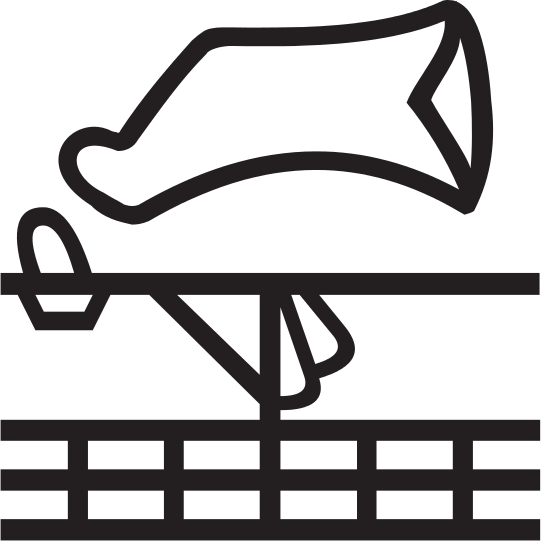
Hiéroglyphe symbole du Nome.

Le nome de la Cuisse (Khem, en égyptien translittéré ḫm) est l'un des 42 nomes (division administrative) de l'Égypte antique. C'est l'un des vingt nomes de la Basse-Égypte et il porte le numéro deux.

## Géographie
Ce nome faisait près de 63 km de long selon la liste des nomes de Sésostris Ier. Le nome était situé entre le nome de la Muraille blanche au sud, le nome de l'Occident au nord, le désert occidental à l'ouest, le nome inférieur de Neith au nord-est, le nome du Taureau noir à l'est et le nome du Sceptre intact au sud-est.

## Histoire
Les frontières du nome semblent avoir évolué avec le temps, certains territoires ayant appartenu alternativement au nome de la Cuisse et au nome de l'Occident. Toujours est-il que la capitale semble rester Létopolis. Peu de choses sont connus de ce nome, si ce n'est qu'il semble que le site de l'Ancien Empire était situé à 6 km au sud du village d'Aousîm, là où sera construite plus tardivement Létopolis. Sur ce second site d'Aousîm a été retrouvé un élément de temple daté de Nectanébo Ier.
Si la nécropole de la capitale pourrait avoir changé au cours du temps, la nécropole d'Abou Rawash, située à l'extrémité nord-ouest de la nécropole memphite, semble avoir été la nécropole de Létopolis pendant la période thinite et la Basse Époque.

## Divinités locales
Selon la liste liste des nomes de Sésostris Ier, le dieu principal du nome était Khenty-Khem, plus tard nommé Khenty-Irty ou Mekhenty-Irty. Au plus tard au début de l'Ancien Empire, ce dieu fut associé à Horus.
Un autre dieu important du nome était Kherty, dieu chtonien parfois bienveillant, associé dès l'Ancien Empire à Osiris, soit malveillant, auqeul cas Rê est chargé de protéger le roi contre ce dieu.

## Lieux principaux

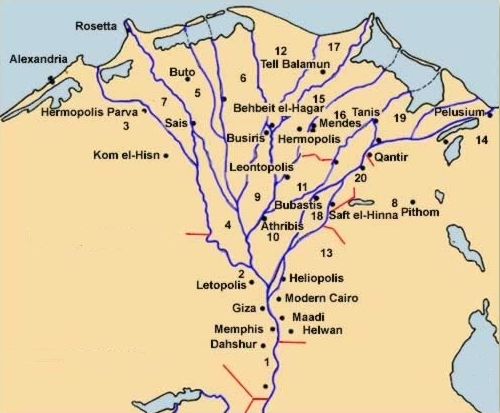
Les nomes de Basse-Égypte

Il est à noter que les frontières du nome ont changé avec le temps, les villes citées ci-dessous ont été identifiées comme faisant partie du nome dans ses frontières ptolémaïques :
- Létopolis
- Abou Rawash (nécropole)
- Gizeh (nécropole)
- Sakhebou ? (localisation exacte inconnue, la ville pourrait se situer dans le nome de la Muraille blanche)